# Casas (Santa Fe)
Casas is een plaats in het Argentijnse bestuurlijke gebied San Martín in de provincie Santa Fe. De plaats telt 848 inwoners.